# Карельское слово
«Каре́льское сло́во» (карел. Karielan Šana) — ежемесячная газета культурной автономии тверских карел (город Лихославль). Издаётся с 1996 года, печатается в Тверской областной типографии. Тираж — 500 экземпляров, редактор — Л. Громова.
Публикуются материалы на тверском диалекте карельского языка, а также на русском и финском языках.
Основа газеты — статьи по истории карел, фольклорные изыскания, литературные произведения на карельском языке.
Рубрики:
- Клуб любителей краеведения;
- Наши уроки карельского языка и др.

На страницах газеты каждый год проходит литературный конкурс «Oma Randa» («Родная земля»).